# Евреинов, Николай Данилович
Никола́й Дани́лович Евре́инов (27 мая 1830 года — 1 мая 1904 года) — русский генерал, участник Русско-турецкой войны 1877—1878 годов.

## Биография
Представитель одного их дворянских родов Евреиновых, записанного по Московской губернии.
С 16 апреля 1872 года — генерал-майор Свиты Е.И.В.
В 1871 — 1876 годы — командир лейб-гвардии 2-й артиллерийской бригады.
Участник Русско-турецкой войны 1877—1878 годов — командовал артиллерией 10-го армейского корпуса.
С 30 августа 1881 года — генерал-лейтенант. В 1882—1887 годы — командир артиллерии 2-го армейского корпуса.

## Награды
В 1877 году награждён золотым Георгиевским оружием, саблей с надписью «За храбрость».

## Семья
Супруга: Мария Викторовна Гарднер (ум. 1915). Сыновья:
- Владимир (1875—1942) — подпоручик, коллежский секретарь, умер во Франции.
- Александр (1877—1959) — архиепископ, Ватиканский дипломат.